# Aulonia
Aulonia is een geslacht van spinnen uit de familie wolfspinnen (Lycosidae).

## Soorten
De volgende soorten zijn bij het geslacht ingedeeld:
- Aulonia albimana (Walckenaer, 1805)
- Aulonia kratochvili Dunin, Buchar & Absolon, 1986